# Lasionycta dolosa
Lasionycta dolosa är en fjärilsart som beskrevs av Barnes och Benjamin 1923. Lasionycta dolosa ingår i släktet Lasionycta och familjen nattflyn. Inga underarter finns listade i Catalogue of Life.

## Bildgalleri

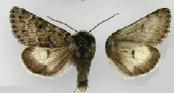